# Revideret romanisering af koreansk
Revideret romanisering af koreansk er det officielle system for romanisering af koreansk i Sydkorea. Systemet blev taget i brug i år 2000 og erstatter det tidligere benyttede system McCune-Reischauer, som blev taget i brug i 1984. Det nye system er på mange måder lig det, som blev benyttet før 1984, bortset fra at det gamle system ikke repræsenterede konsonanter på en god måde, fordi udtalen ændres (hvilket særlig ikke-koreanere mærker) afhængig af hvor i ordet, de står.
Revideret romanisering bruger ingen ikke-alfabetiske symboler (diakritiske tegn) med undtagelse af, og som oftest valgfri, brug af bindestreg.
Udviklingen af systemet blev startet i 1995 af Nationalt institut for koreansk sprog og officielt lanceret den 4. juli 2000 af det sydkoreanske departement for kultur og turisme. Departementet argumenterede for, at man med systemet ville reducere brugen af specielle tegn, hvilket skulle gøre det lettere at bruge, eller rettere lettere at ignorere diakritiske tegn på datamaskiner. Dermed rationaliserer det også koreansk sprog med hensyn til brug af enkel ASCII-tekst i internet-domænenavne.

## Transkriptionsregler

### Vokaler
| Hangul       | ㅏ | ㅐ | ㅑ | ㅒ  | ㅓ | ㅔ | ㅕ  | ㅖ | ㅗ | ㅘ | ㅙ  | ㅚ | ㅛ | ㅜ | ㅝ | ㅞ | ㅟ | ㅠ | ㅡ | ㅢ | ㅣ |
| Romanisering | a  | ae | ya | yae | eo | e  | yeo | ye | o  | wa | wae | oe | yo | u  | wo | we | wi | yu | eu | ui | i  |

### konsonanter
| Hangul       | Hangul  | ㄱ | ㄲ | ㄴ | ㄷ | ㄸ | ㄹ | ㅁ | ㅂ | ㅃ | ㅅ | ㅆ | ㅇ | ㅈ | ㅉ | ㅊ | ㅋ | ㅌ | ㅍ | ㅎ |
| Romanisering | Initial | g  | kk | n  | d  | tt | r  | m  | b  | pp | s  | ss | –  | j  | jj | ch | k  | t  | p  | h  |
| Romanisering | I enden | k  | k  | n  | t  | –  | l  | m  | p  | –  | t  | t  | ng | t  | –  | t  | k  | t  | p  | h  |

## Særtræk
Træk ved den reviderede romaniseringen er:
- 어 og 으 skrives som digrafer med to vokaler, henholdsvis eo og eu.
- ㅝ skrives wo og ㅢ skrives ui.
- Aspirerede konsonanter (ㅋ, ㅌ, ㅍ, ㅊ) har ingen apostrof (k, t, p og ch) som med McCune-Reischauer. Deres uaspirerede modsvarigheder (ㄱ, ㄷ, ㅂ, ㅈ) skrives med bogstaver, som ikke er stumme på engelsk (g, d, b og j). Men både aspirerede og uaspirerede konsonanter skrives som k, t og p når det er i slutningen af ordet, eller når det følges af en konsonant, undtaget, hvis man ønsker præcsition.
- ㅅ skrives altid som s, aldrig som sh.
- ㄹ er r før en vokal l før en konsonant og i slutningen af et ord. Dobbel ㄹ er altid ll.

Desuden findes der specielle regler for fonologi, som gør undtagelser for translitterationen.

### Andre regler og anbefalinger
- Den valgfrie bindestreg kan bruges for at utvetydiggøre stavelser, som for eksempel jeong-eum (정음) kontra jeon-geum (전금). Når tydeliggørelse ønskes, bruges bindestregen som en ieung-ækvivalent for at adskille indledende vokal-stavelser og stavelser uden: jeong-eum (정음) men jeongeum (전금).
- Brug af bindestregen er ikke nødvendig, men tilladt, mellem stavelser i koreanske personnavne.
- Fonologiske undtagelser gælder ikke ved personnavne. Disse translitteres som de skrives med Hangul.
- Stavelser i koreanske administrative enheder (som do) skilles fra stednavnet med en bindestreg.
- Navn på geografiske seværdigheder og kunstige strukturer kobles til stednavnet.
- Brug af stort forbogstav i egennavne.

## Brug
Det er ikke forventet, at revideret romanisering skal blive taget op som det officielle system for romanisering af koreanske familienavne. For eksempel vil det almindelige familienav Lee (이) blive I (Yi i efter McCune-Reischauer) i dette nye systemet. 
Der opfordres til, at både personnavne og kommercielle navne ændres, men det kræves ikke. Alle koreanske lærebøger blev pålagt at følge det nye system fra 28. februar 2002. Engelsksprogede aviser i Sydkorea var oprindelig modstandere af systemet og henviste til dets mangler, men har senere givet efter for pres fra myndighederne. Korea Herald følger det reviderede system, mens Korea Times følger McCune-Reischauer, men uden breve.
Nordkorea fortsætter med at bruge en version af McCune-Reischauer. Specialister på koreansk sprog har en tendens til at bruge McCune-Reischauer, mens lingvister gerne benytter Yale-romaniseringen.

## Kritik
Til trods for de sydkoreanske myndigheders intentioner om at rationalisere romaniseringen af koreanske ord og navn blev det nye system mødt af kritik fra blandt andet udlændinge i landet. Mange af disse mente, at revideringen indeholdt mange fejl og mangler og følte sig tilsidesatte, fordi de ikke var konsulterede på forhånd, eftersom de udgør den største gruppe af brugere af romaniseret koreansk i Sydkorea. Departementet for kultur og turisme svarede på sin side, at det nye system ikke blev etableret for udlændinge, og at mange udenlandske eksperter blev konsulteret på forhånd, men man erkendte samtidig, at det nye system ikke var perfekt, særlig i forhold til koreansk udtale. Der var McCune-Reischauer bedre, men havde på sin side mindre overensstemmelse mellem konsonanter i hangul og det latinske alfabet. 
Trods problemerne med udtale var de fleste trods alt tilfredse, men med kompromisser i forhold til navne. Brugt korrekt i akademia ville særlig udlændinge få udtaleproblemer, men også dette spørgsmål er der delte meninger om. Når det gælder navne som er det eneste store problemområde, blev kun det første bogstav påvirket, og det fordi det er i begyndelsen af et ord eller frase at det, når man søger efter domænenavne kan gå galt.
MoCT pegede på, at Kina oplevede en tilsvarende strid med internationale brugere, da Beijing-regeringen gennemførte sin egen standardisering (Beijing blev tidligere stavet "Peking"). 
Kritikere af den reviderede romanisering mener, at direkte overføring af koreanske til latinske tegn (for eksempel ㄱ som g), som er varemærke for det nye system, forenkler for meget og klarer ikke at få udtalen til at blive naturlig, når konsonantens placering forandres (for eksempel i begyndelsen af et ord, ㄱ er udtalt som en kombination af aspireret k og a g og ikke som et normalt g).
Kritikerne klager også over, at folk, som ikke er fortrolige med stavelser på Hangul, kan blive forvirrede over hvad "eo" og "eu" er ment at repræsentere i det nye system.
Med almindelige engelske ord som "geography", "Leonardo" og "neon" repræsenterer en gengivelse af en dobbel-lyd for eo at denne vil en overføring til koreanske ord ikke opfange, at eo er ment at repræsentere en vokal, som høres som "son" eller "fun". En almindelig klage, mange udlændinge og besøgende har, er, at begge romaniseringsformer reducerer deres mulighed for at komme i nærheden af en korrekt og forståelig gengivelse af koreansk udtale.